# Derecske
Derecske – miasto na Węgrzech, w komitacie Hajdú-Bihar, w powiecie Derecske-Létavértes.